# Blaggarn

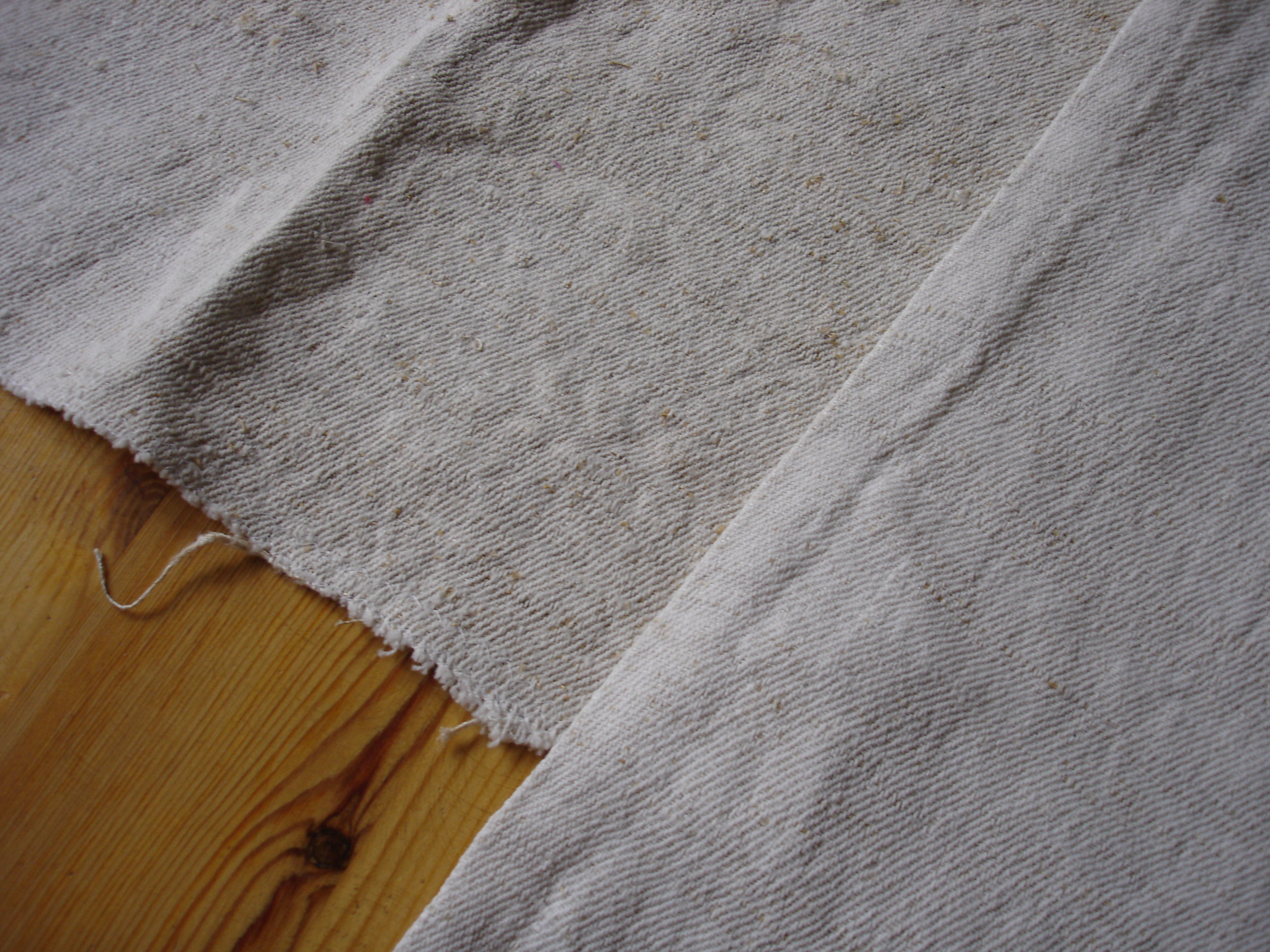
Blaggarnsväv

Blaggarn eller blångarn utgörs av ganska kortfibriga, men spinnbara lintågor, blånor  (även blår), som blir över vid linberedningens häckling och vid hampberedning. Tyg vävt av blångarn blir ojämnt och strävt särskilt om blånorna kommer från skäktning. 
Garnet används för produktion av grövre linnevaror – blaggarnsvävar (blångarnsvävar, blagarnslärft (blångarnslärft) ) – som används till arbetskläder och grövre bolstervar. 
I början av 1900-talet var vardagslakan ofta av blaggarnsväv medan gäst- och brudsäng bäddades med lakan vävda av finare lin.
Blånor har tidigare använts bland annat som isolering i hus, till papperstillverkning och som djurströ. Linblånor användes förr också för att täta gängförband inom rörmokeri (numera använder man dock hellre den högre kvaliteten långfibrigt lin eller gängtejp av teflon).

## Etymologi och bygdemål
På fornsvenska hette det blagarn, men när senare det andra g:et kom in i ordet är oklart. I slutet på vikingatiden hade det förvanskats till bla och blan. Man bör lägga märke till att ett motsvarande danskt ord, blår, avser såväl det avfall som uppstår vid häckling som det som uppstår vid skäktning. 
- Blargarn (Gotland) [1]
- Blåggån (Bohuslän) [1]
- Tovgarn
- Blâggar (Bjursmål) [1] (Bjursås, Dalarna)

## Rörmokeri
Ospunnet lin har sedan länge och alltjämt använts inom rörmokeri som tätning av gängade rörförband. Linets fuktupptagande förmåga och egenskapen att därvid svälla är värdefulla egenskaper, som saknas vid det nutida alternativet gängtejp av teflon. Tätverkan hos linet har traditionellt förstärkts genom indränkning med linolja. På senare tid har diverse syntetiska pastor tagits fram som alternativ till linolja som tätningsförstärkning. Vid rörläggning har lintätning den ytterligare fördelen att det är tillåtligt att vid sammangängning backa något, om man råkat skruva för långt. Det medger inte teflontätning, utan där måste skruvandet avbrytas i exakt rätt tidpunkt, om förbandet skall bli pålitligt tätt. Till yttermera visso är lin betydligt billigare än gängtejp för motsvarande arbete.
Lin är ett naturmaterial, som inte har någon som helst skadlig miljöpåverkan. För teflon däremot, finns det vissa betänkligheter genom att detta ämne vid brand kan avge giftiga ångor. I radioaktiv miljö kan teflonets egenskaper påverkas negativt. Uppgift saknas om hur lin klarar sig i sådan miljö.